# Sedlec (ort i Tjeckien, Vysočina)
Sedlec är en ort i Tjeckien.   Den ligger i regionen Vysočina, i den sydöstra delen av landet, 160 km sydost om huvudstaden Prag. Sedlec ligger 448 meter över havet och antalet invånare är 250.
Terrängen runt Sedlec är huvudsakligen platt, men österut är den kuperad. Runt Sedlec är det glesbefolkat, med 20 invånare per kvadratkilometer. Närmaste större samhälle är Třebíč, 19,1 km väster om Sedlec. Trakten runt Sedlec består till största delen av jordbruksmark.